# Lucilia caerulea
Lucilia caerulea este o specie de muște din genul Lucilia, familia Calliphoridae. A fost descrisă pentru prima dată de Gaspard Auguste Brullé în anul 1833.
Este endemică în Grecia. Conform Catalogue of Life specia Lucilia caerulea nu are subspecii cunoscute.